# Гражданин А
«Гражданин А» — двенадцатисерийный азербайджанский телесериал по мотивам произведения Джафара Джаббарлы «Алмаз». Приобрёл широкую популярность в Азербайджане.

## Сюжет
В сериале делается попытка осветить личность гражданина, процесс формирования этой идентичности в восприятии общества, а также решающая роль образования в становлении гражданской идентичности. Главный герой фильма Алмаз (Гюнеш Мехтизаде) — учительница истории, направленная на работу в школу отдалённого горного села Абдалбейли. Приехав в село и невольно оказавшись в центре личных драм его жителей, Алмаз принимает непростое решение бороться с беззаконием, произволом и за права женщин как в школе, так и в самом селе.

## Производство
Сериал создан студией «SFN Film». Сценарий написал Асиман Ага Ровшан, вдохновившись пьесой Джафара Джаббарлы «Алмаз». Однако сюжет, персонажи и диалоги сценария значительно отличаются от оригинальной пьесы. Сериал, продюсером которого выступила Севиндж Алиева, был снят режиссёром Эльвином Рустамзаде и вышел на экраны в 2024 году.
Съёмки начались в 2023 году и завершились в январе 2024 года. Первые фрагменты сериала вышли в эфир 19 мая 2024 года. Съёмки проходили в селе Баян Дашкесанского района, а также в городах Шемаха и Баку. В первой части сериала сцена в автобусе, на котором Алмаз приезжает в регион, снималась в трех местах: в Шемахе, Лагиче и Дашкесане.

## В ролях
- Гюнеш Мехтизаде — Алмаз
- Гурбан Исмаилов — Гаджи Ахмед
- Шамиль Сулейманов — Садых, директор школы
- Эльсевар Рагимов — Саид
- Захра Алисой — Фаргана
- Зульфия Гурбанова — Саадет
- Нияз Ильясоглы — Игбал
- Эльтекин Хан — Юнис
- Эмиль Гамидов — Дадаш
- Рауф Шахсуваров — Дуньямалы
- Шовги Гусейнов — Фаттах
- Анар Сафиев — Ульви, отец Фарганы
- Октай Мехтиев — Джумшуд, председатель муниципалитета
- Насиба Эльдарова — Валида
- Нигяр Мурсалова — Гюльзар
- Откем Искандеров — Джаббар, дед Фарганы
- Расеф Мехтиев — Таваккюль
- Халида Алимамедова — Тарана, учительница
- Эльшад Ширинов — Фаган
- Тогрул Исабейли — Исмаил

## Съёмочная группа
- Севиндж Алиева — продюсер
- Асиман Ага Ровшан — автор сценария
- Эльвин Рустамзаде — режиссёр-постановщик
- Васиф Велизаде, Чингиз Гуламалиев — операторы
- Вугар Мамедзаде — композитор
- Надир Махмудов — звукорежиссёр
- Эмин Махмудов — звукооператор
- Вугар Гурбанов — художник-постановщик
- Руслан Гумметов, Васфи Булут — монтажёры
- Магомед Ахмедов — гаффер
- Этка Кызылтепе — цветокорректор
- Ульвия Вердиева — костюмер
- Самира Мустафаева, Нармин Гаджиева — гримёры
- Орхан Джахангир — исполнительный продюсер